# Nidoleres
Nidoleres (Nidolères en francès) és un llogaret, antic poble independent, de la comuna rossellonesa de Trasserra, a la Catalunya Nord.
Està situat prop del Tec, a l'extrem sud-est del terme comunal de Trasserra.

## Etimologia
L'origen etimològic del nom és incert: Jean Tosti suggereix un sufix col·lectiu -arias, precedit del català nèdol. Nèdol (o també nèdeu, nèdio, nedo) seria, segons el Diccionari Alcover-Moll, un pasturatge no trepitjat pel bestiar; el mot provindria de la paraula nèdeu, "net".

## Història
El lloc és esmentat a la documentació, per primer cop, al 844, quan Carles II el Calb confirma un petit establiment monàstic ("cell qui vocatur Nidolaris") a l'abadia de Sant Hilari de Caracassona, i posteriorment se'l cita en els textos com a alou "Sancti Stephani de Nidolarias" als 989 i 990, i com a "villa Nidolarias" el 1036. El poblet pertangué a l'abadia fins al segle xiii, quan els habitants en rescataren la senyoria. Esdevingut Nidoleres propietat reial, Jaume III la cedí a Ademar IV de Mosset  el 1330. La Crònica de Pere el Cerimoniós, conta (capítol III, p. 68) la mort dels defensors i l'incendi de la "Torre de Nidoleres" (a prop d'Elna) per les tropes de Pere III de Catalunya-Aragó el 1343 en el marc de la reannexió del Regne de Mallorca a la Corona d'Aragó. El 1399, la reina Violant de Bar en vengué la jurisdicció al seu camarlenc Ponç de Perellós.
A la fi del segle xv o començament del XVI el poble era domini de la baronia de Trasserra i, posteriorment, passà per diverses mans (com, al segle xvii, les de Francesc Jordà i Ferrer, fet noble per Lluís XIII el 1643; i Jean Vilar, "baron de Nidolères" el 1712, Capeille p. 660) fins que a l'adveniment de la Revolució francesa el trobà en poder d'Antoni de Bosc  un burgès ennoblit perpinyanenc. El nou poder revolucionari incorporà a Trasserra el llogaret fins aleshores independent (entre 1790 i 1794).

### Demografia
Nidoleres no va estar mai gaire habitat. Al fogatge del 1358 se l'indiquen 11 focs, o famílies (una cinquantena de persones, aproximadament), al del 1497, un foc, i al de 1873 cinc.

## Descripció
Se situa al sud del terme de Tresserra en una gran extensió, prop del Tec, que rep el nom de Plans de Nidoleres (zona compartida amb la veïna comuna de Banyuls dels Aspres). Dedicada majoritàriament a la vinya, el nom hauria donat lloc a la marca comercial "Domaine de Nidolères", dedicada a l'elaboració de vi i a l'hostaleria. La seva situació al costat del riu i en un punt ben comunicat fan que diverses infraestructures creuïn la zona: l'antiga carretera nacional 9 (rebatejada D-900 el 2005), el TGV i l'autopista A-9 (La Catalana), unes vies de comunicació que vindrien ja de molt antic (sembla que el camí de Sant Jaume hi passava ja des de l'antigor).
L'església de Sant Esteve de Nidoleres és un antic temple amb elements pre-romànics i romànics, arruïnat en l'actualitat. Al segle xvii era sufragània de Santa Maria del Voló.